# Sinsé part en live
Albums de Sinsemilia
Tout c'qu'on a... Debout, les yeux ouverts
Sinsé part en Live est le premier album live de Sinsemilia enregistré à Grenoble pour le concert de leurs dix ans, il est sorti en février 2002.

## Liste des Chansons
1. Tout c'qu'on a
2. Ce Style
3. I'm on War
4. Née Elle
5. Medley Première Récolte
6. Antifacho Dub
7. Jamais une mélodie ne rendra beau l'immonde
8. Little Child
9. Douanier 007
10. Je préfère cent fois
11. La Mauvaise Réputation (acoustique)
12. La Mauvaise Réputation
13. Amour Gloire et Beauté